# Kazimierz Wyderko
Kazimierz Wyderko vel Wyderka (ur. 5 lutego 1896 w Krakowie, zm. 4 czerwca 1970 tamże) – podpułkownik piechoty Wojska Polskiego, działacz niepodległościowy, kawaler Orderu Virtuti Militari.

## Życiorys
Urodził się w rodzinie pracownika Magistratu w Krakowie Marcina (1855–1922) i Julii z d. Ślisz (1853–1926). Był starszym bratem Stanisława Józefa, podpułkownika Wojska Polskiego. W 1914 złożył maturę w c. k. Gimnazjum św. Jacka w Krakowie razem z Rudolfem Brandysem, Janem Pindela-Emisarskim, Marianem Luzarem i Czesławem Parczyńskim.
Służył w 36 Pułku Piechoty Legii Akademickiej w Warszawie. 1 grudnia 1924 został mianowany majorem ze starszeństwem z 15 sierpnia 1924 i 154. lokatą w korpusie oficerów piechoty. W listopadzie 1925 został przesunięty ze stanowiska dowódcy I batalionu na stanowisko kwatermistrza. W lipcu 1929 został przesunięty na stanowisko dowódcy baonu. W styczniu 1931 został przeniesiony do Korpusu Ochrony Pogranicza na stanowisko dowódcy Batalionu KOP „Borszczów”. 14 grudnia 1931 został awansowany na podpułkownika ze starszeństwem z 1 stycznia 1932 roku i 14. lokatą w korpusie oficerów piechoty. Z dniem 28 sierpnia 1932 został przeniesiony z KOP do 9 Pułk Piechoty Legionów w Zamościu. W 1937 został przeniesiony do 41 Pułku Piechoty w Suwałkach na stanowisko dowódcy pułku. Na jego czele walczył w kampanii wrześniowej 1939. Około 10 września pod Ryczywołem dostał się do niemieckiej niewoli. Przebywał w Oflagu II A Prenzlau. Po uwolnieniu z niewoli powrócił do kraju.
Zmarł 4 czerwca 1970 w Krakowie. Został pochowany w grobie rodzinnym na cmentarzu Rakowickim (kwatera XIV B-płd-32).
Kazimierz był żonaty z Marią (1897–1988), z którą miał dwóch synów: Bohdana (1921–1976) i Andrzeja (ur. 1926).

## Ordery i odznaczenia
- Krzyż Srebrny Orderu Wojskowego Virtuti Militari nr 6223 – 17 maja 1922[1][17][18][19]
- Krzyż Niepodległości – 6 czerwca 1931 „za pracę w dziele odzyskania niepodległości”[20]
- Krzyż Walecznych dwukrotnie[21] (po raz pierwszy 16 września 1922 „za udział w b. Legionach Polskich”[22])
- Złoty Krzyż Zasługi – 19 marca 1936 „za zasługi w służbie wojskowej”[23]
- Srebrny Krzyż Zasługi – 16 marca 1928 „za zasługi na polu wyszkolenia wojska”[24][25][21]